# Harry Beckett
Harry Beckett (né Harold Winston Beckett en mai 1935et décédé le 22 juillet 2010) est un trompettiste britannique originaire de la Barbade. Il fut une figure de la scène du free jazz et de la musique improvisée britannique.

## Discographie (extraits)
- Flare Up (Philips, 1970; réédité en 2002 par Jazzprint) avec John Surman, Mike Osborne, Alan Skidmore
- Memories of Bacares (Ogun, 1975) avec Daryl Runswick
- Pictures of You (Virgin, 1985) avec Elton Dean, Pete Sabberton, Mick Hutton, Tony Marsh, Tim Whitehead, Leroy Osborne
- Live, Vol. 2 (West Wind, 1987) avec Chris McGregor, Courtney Pine, Clifford Jarvis
- Passion and Possession (ITM, 1991) Duos avec Django Bates, Joachim Kühn, Keith Tippett
- All Four One (Spotlite, 1991) avec Jon Corbett, Claude Deppa
- Images of Clarity (Evidence, 1992) avec Didier Levallet
- Les Jardins du Casino (ITM, 1993)
- Before and After (Spotlite, 1999) avec Chris Biscoe
- The Modern Sound of Harry Beckett (On-U Sound, 2008)
- Suite/Natal avec Elton Dean's Ninesense, et trio avec Harry Miller et Louis Moholo (Jazzwerkstatt, 2011)